# Fête de la Liberté
La fête de la Liberté est une fête instituée par la Convention, durant la Révolution française, et prenant place dans le calendrier républicain.
Elle avait lieu chaque année les 9 et 10 thermidor.
D'après l'art. 11 de l'arrêté (date ?), deux membres de chaque autorité constituée, escortés d'un détachement de la garde nationale, devaient aller chercher la statue de la liberté, et la porter sur les débris des trônes détruits.

## Sources
Essai sur la terreur en Anjou, Camille Bourcier, Président à la Cour Impériale d'Angers, 2e Ed., E. Barassé, imprimeur, 1870.